# Saint-Adjutory
 Saint-Adjutory  es una comuna y población de Francia, en la región de Poitou-Charentes, departamento de Charente, en el distrito de Confolens y cantón de Montembœuf.
Su población en el censo de 1999 era de 349 habitantes.
Está integrada en la Communauté de communes Bandiat Tardoire .

## Demografía
| 437 | 418 | 388 | 361 | 334 | 349 |
| Para los censos de 1962 a 1999 la población legal corresponde a la población sin duplicidades (Fuente: INSEE [Consultar]) |     |     |     |     |     |